# Chappaquiddick
L'isola di Chappaquiddick è una piccola isola a est dell'isola di Martha's Vineyard, facente parte dello Stato del Massachusetts.

## Storia
Il nome dell'isola divenne noto a livello internazionale il 18 luglio 1969 nel cosiddetto incidente di Chappaquiddick, quando il senatore degli Stati Uniti Ted Kennedy precipitò accidentalmente con l'auto dal ponte di Dyke Bridge uccidendo Mary Jo Kopechne, che era con lui a bordo.
Fino all'inverno del 2007 le due isole, l'isola di Chappaquiddick e l'isola di Martha's Vineyard, erano collegate fra loro da una spiaggia di 3 km di lunghezza denominata Katama Beach. Nell'aprile del 2007 una forte tempesta ha in parte cancellato questa spiaggia: da allora Chappaquiddick è separata da Martha's Vineyard da un tratto di mare di appena 270 m. Il collegamento fra le due isole è garantito da due traghetti gestiti da privati (nella stagione invernale è attivo un solo traghetto).

## Geografia
Amministrativamente l'isola è parte della cittadina di Edgartown (che sorge su Martha's Vineyard) e della contea di Dukes. I suoi 172 residenti (conteggiati nel censimento del 2000) formano una comunità molto unita e non si sentono parte di Edgartown.

## Origine del nome
Il nome dell'isola deriva dalla parola indiana "cheppiaquidne", che significa "isola separata", in riferimento alla breve lingua di oceano che la separa da Martha's Vineyard.
In passato l'isola era territorio della tribù degli Wampanoag; la tribù detiene una riserva di 100 acri nella parte interna di Chappaquiddick.